# Staafpenetrator

Franse munitie met staafpenetrator

Een staafpenetrator is een onderdeel, bestaande uit een metalen staaf, van een speciaal type pantsergranaat, een granaat die het pantser van een pantservoertuig doorslaat door middel van zijn hoge bewegingsenergie ofwel kinetische energie. Een staafpenetrator zorgt ervoor dat die bewegingsenergie veel meer effect heeft.
Staafpenetratoren worden gebruikt in een munitietype dat in het Engelse jargon Armour Piercing Fin Stabilised Discarding Sabot  heet: "pantsergranaat met losse manchet, vingestabiliseerd" ofwel APFSDS. In het Duits heet het een Wuchtgeschoss en in het Frans een obus flèche. Dit type is in de jaren vijftig ontwikkeld uit de in de jaren dertig ontwikkelde APDS (Armour Piercing Discarding Sabot)-munitie. Beide typen zijn subkalibermunitie.

## De natuurkundige grondslag van subkalibermunitie

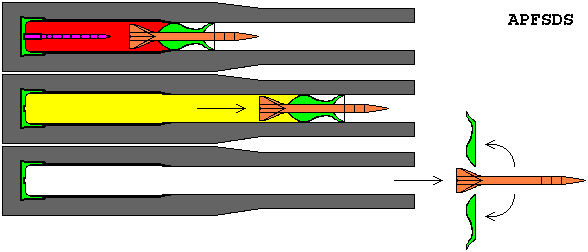
Het principe van subkalibermunitie

Het aandrijfvermogen van een groot kanon wordt gebruikt voor een kleine granaat, die een doorsnee heeft die minder is dan het kaliber van het kanon: een subkalibergranaat. Zo'n granaat zou echter niet goed in de loop passen en dus geen effectief gebruik kunnen maken van de drijfgassen. Om die op te vangen door de loop af te sluiten, wordt de granaat voorzien van een omhullende lichtgewicht manchet (sabot).
Subkalibermunitie maakt gebruik van het feit dat de impuls die in het kanon de ontploffing van de drijflading aan de granaat overdraagt, simpelweg gelijk is aan de massa maal de snelheid. De bewegingsenergie die de mate van doorslag bepaalt, is echter gelijk aan de massa maal de snelheid in het kwadraat: een hogere snelheid vermindert namelijk evenredig de tijd waarin gedurende de inslag de impuls weer aan het doel overgedragen wordt. Voor een hogere doorslag is het dus in principe gunstig de massacomponent van de impuls zo laag mogelijk te maken en de snelheidscomponent daarmee zo hoog mogelijk: hoe lichter het projectiel hoe hoger, voor een gegeven impuls, zijn snelheid. Dit kan bewerkstelligd worden door de massa van de granaat te verminderen. Zou men daarbij het volume van de granaat gelijk houden, dan kan zo'n massavermindering alleen bewerkstelligd worden door een lichter materiaal te gebruiken. Afgezien van de vraag of zo'n materiaal niet zichzelf - in plaats van het pantser - zou verbrijzelen bij de inslag, is het veel effectiever de massa zo veel mogelijk te concentreren, omdat dan ook bij de inslag op het pantser de bewegingsenergie geconcentreerd zal worden op een zo klein mogelijke oppervlakte.

## Van APCR naar APFSDS

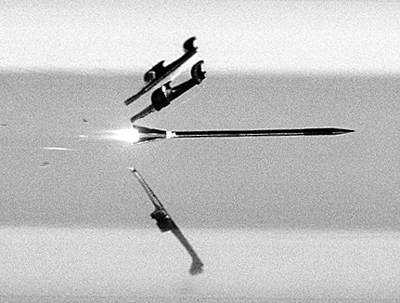
Staafpenetrator nadat de manchet uiteengevallen is

Bij de allereerste subkalibermunitietypen (in het Engels APCR of Armoured Piercing Composite Rigid geheten: een "samengestelde" pantsergranaat met een "stijve" kern van wolfraamcarbide), die in het begin van de Tweede Wereldoorlog toegepast werden, zat de manchet vast verbonden aan de granaatkern. Dit had als nadeel dat het projectiel na het verlaten van de loop snel afgeremd werd en zijn aanvankelijk superieure aanvangssnelheid al binnen de kilometer vertraagde tot onder die van een conventionele pantsergranaat, die immers een betere massa-luchtweerstand-verhouding heeft. APCR-munitie gold dus als "speciale" munitie voor de korte afstand. Nog voor de oorlog had het Franse bedrijf Brandt de oplossing gevonden voor dit probleem: de afwerpbare manchet bestaande uit verschillende segmenten, die vrij los om de granaatkern zitten en na het verlaten van de loop er meteen af slaan door de luchtweerstand. De Britten ontwikkelden dit idee tot hun APDS-munitie, die in 1943 in productie genomen werd.
Na de Tweede Wereldoorlog werd in het Westen de relatief dure APDS-munitie maar langzaam bij de verschillende legers ingevoerd; men stelde veel vertrouwen in de holle ladingsgranaat, die met een explosief het pantser doorslaat en, anders dan pantsergranaten, dus niet afhankelijk is van zijn snelheid en in principe even effectief blijft, ongeacht de afstand. Dit type vereiste echter dure afstandsmeters want het doel moest natuurlijk ondanks de lage snelheid van de zware granaat wel getroffen worden. In de Sovjet-Unie concludeerde men dat het daarom toch goedkoper was de pantsergranaat verder te ontwikkelen door het principe van de subkalibermunitie veel consequenter door te voeren.

### Basisprincipes van de staafpenetratortechnologie
De granaatkern van APDS-munitie had nog steeds de vorm een conventionele pantsergranaat: hij leek op een geweerkogel en was typisch ook nog voorzien van een kleine explosieve lading om de uitwerking na het doorslaan van het pantser te vergroten. Deze vorm was echter verre van optimaal voor een goede doorslag. De doorslag, de eindballistiek van een pantsergranaat, wordt door vele factoren bepaald, die nog lang niet allemaal bekend zijn. Zelfs een versimpelde formule die tijdens proeven gebruikt wordt, telt al honderden variabelen. Een van de basisfactoren binnen dit zeer complexe geheel, vormt de lengte - diameter-verhouding. De APDS-granaat was al gebaseerd op het principe van de concentratie van de massa om de doorslag te vergroten. Die concentratie kan nog aanzienlijk versterkt worden door de penetrator, het doorborende deel, een meer langwerpige vorm te geven als van een langgerekte cilinder: een staaf.
Tegenwoordig is die staaf (de long rod) ongeveer twintig keer zo lang als zijn diameter: de lengte is zo'n zeventig centimeter. Als we de lengte-diameter-verhouding nog extremer zouden maken, levert dat verschillende problemen op. Eén daarvan betreft de richtingsstabiliteit: het projectiel is in de vlucht altijd in zekere mate tegelijk aan het gieren en stampen zodat precessie optreedt. Dit komt doordat de normale methode om een granaat te stabiliseren: een snelle rotatie om de lengte-as met als gevolg een gyroscopisch effect, bij een staafpenetrator niet goed werkt omdat door de geringe relatieve diameter het impulsmoment te zwak is. Daarom verschiet men de staafpenetrator vaak niet uit een kanon met een traditionele getrokken loop, een loop die voorzien is van trekken en velden, dus van spiraalvormige groeven aan de binnenzijde die de aandrijfgassen een roterende beweging aan het projectiel doen meegeven. Als men de munitie wel met een traditionele getrokken loop verschiet dan wordt zij voorzien van een slippende geleiband zodat de rotatie vanwege de trekken en velden grotendeels opgeheven wordt. In plaats daarvan bezit het projectiel stabiliserende vinnen aan de achterkant — vandaar de aanduiding fin-stabilised — en wordt het uit een gladdeloopkanon verschoten, dat lichter kan zijn voor een gegeven gasdruk. De vinnen staan iets schuin op de bewegingsrichting zodat er een 'trage rotatie' ontstaat die ten goede komt aan de ballistiek maar weinig afbreuk doet aan de effectiviteit van het projectiel. Om de aerodynamische vormgeving nog te verbeteren wordt de eigenlijke penetrator verpakt in een metalen jasje dat niet alleen achteraan de vinnen maar ook vooraan een opgeschroefd kegelvormig hol windkapje draagt. Vaak wordt ten onrechte aangenomen dat de punt daarvan voor een verbeterde doorslag bedoeld is. Zo ontstaat een pijlvormig projectiel, dat met hoge snelheid — typisch vijfmaal de geluidssnelheid, 1450-1800 m/s — wordt afgeschoten. Die snelheid ligt overigens niet veel hoger dan bij APDS-munitie: men heeft er dus niet voor gekozen de penetrator extreem licht te maken; een van de redenen is opnieuw dat dit de lengte - diameter-verhouding ook te extreem zou maken.
De langwerpige vorm heeft mede als effect dat de relatieve luchtweerstand laag is, zodat die hoge snelheid lang behouden blijft. Dit bevordert de trefzekerheid en doorslag op lange afstand. In ideale omstandigheden is de spreiding van het schot gering. Door dezelfde vorm is het projectiel echter wel gevoelig voor zijwind. Een moderne ballistische computer kan daarvoor compenseren maar windvlagen zullen het projectiel flink van zijn pad afbrengen. Ook vergroten ze de kans dat het projectiel gaat tuimelen door traagheidskoppel. Vooral bij munitie van de eerste generatie uit de Sovjet-Unie was het eerder regel dan uitzondering dat bij slecht weer na 1500 meter de granaat over de kop ging, wat de kans op een doorslag nihil maakt. 

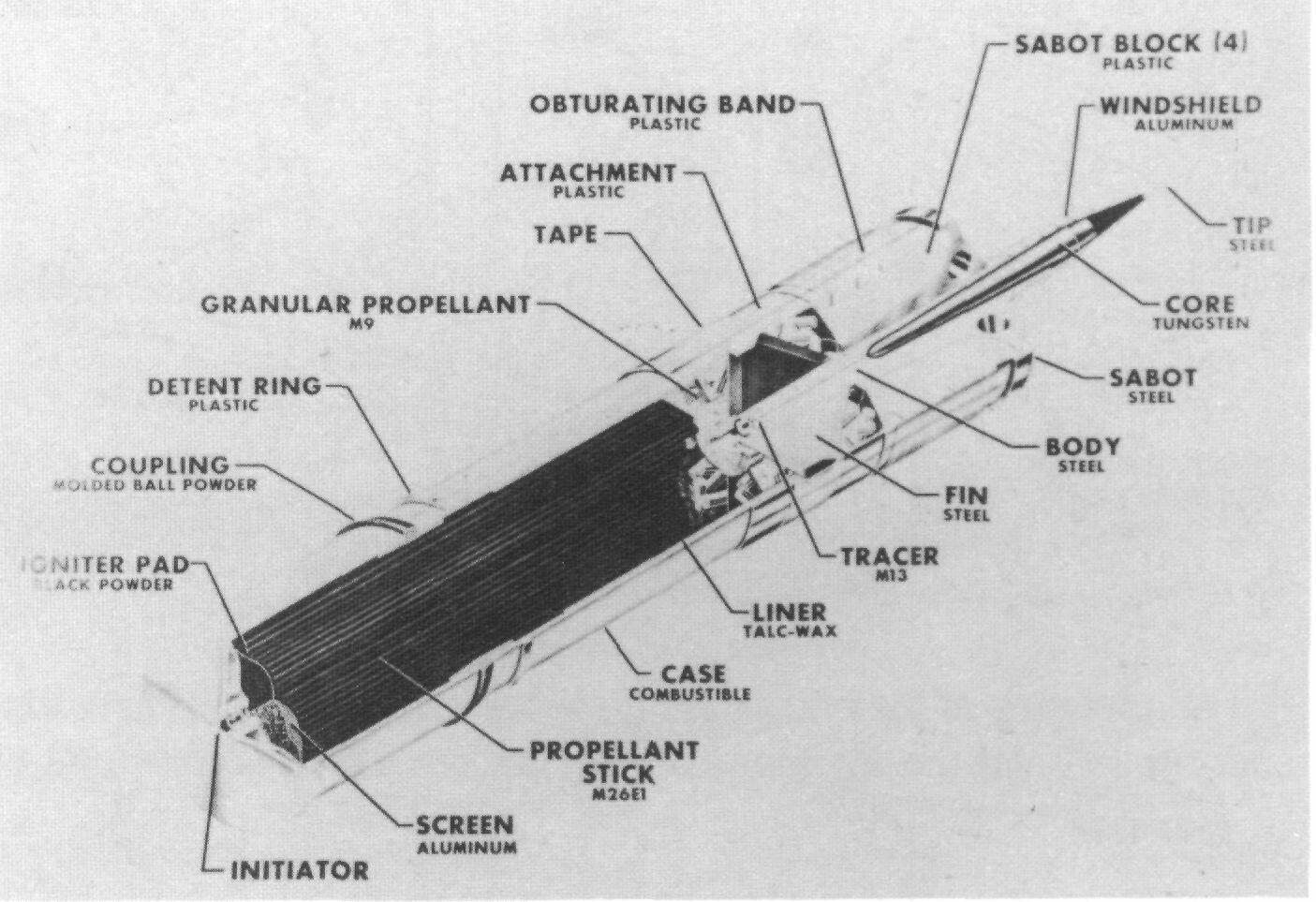
Opengewerkte Amerikaanse XM578E1 munitie met rechtsboven de eigenlijke staafpenetrator

De eigenlijke penetrator is enigszins druppelvormig. Vooraan heeft de punt de afgeronde vorm van een elliptische paraboloïde en het achtereinde is iets smaller wat het zwaartepunt naar voren verplaatst waardoor de richtingsstabiliteit wat toeneemt. De paraboloïde vorm is gekozen omdat deze optimaal is voor de doorslag die in de beginfase plaatsvindt volgens de wetten van de hydrodynamica. Op het inslagpunt wordt de bewegingsenergie namelijk in warmte omgezet en smelten zowel de penetrator als het pantser. Beide substanties gedragen zich als vloeistoffen waarbij de massa van de penetrator een even grote massa van het pantser vervangt. Mits de smelting tot stand komt, heeft een hogere inslagsnelheid hierop geen invloed, wat een volgende reden was de aanvangssnelheid geen prioriteit te geven. Dit gegeven stelt ook een bovengrens aan de doorslag die bepaald wordt door de penetratorlengte. De eerste staafpenetratoren waren van (soms gesinterd) staal; zo'n penetrator kon in pantserstaal in beginsel dus nooit verder doordringen dan zijn eigen lengte, die toen ruim een halve meter was. Dit alles betekende dat de staafpenetratortechnologie niet direct een enorme sprong voorwaarts inhield. In de Tweede Wereldoorlog bereikten conventionele pantsergranaten een doorslag van anderhalf keer hun kaliber; de APDS-munitie bracht dat op 3,5 keer het kanonkaliber; de APDSFS op vijf keer. De penetrator veel langer maken was geen optie: behalve de bovengenoemde stabiliteitsproblemen had dat als bezwaar dat bij inslag de kans op breuk sterk toenam en daarbij mocht de munitie niet te lang worden om nog handelbaar te blijven.
Om deze begrenzing te doorbreken kan de staaf gemaakt worden van een metaal met een hoger soortelijk gewicht dan ijzer. In de praktijk worden hiervoor legeringen gebruikt van verarmd uranium of wolfraam, die beiden een soortelijk gewicht hebben van iets boven de negentien. Wolfraam is tamelijk bros en wordt daarom taaier gemaakt door wat nikkel; bij uranium wordt de hardheid verhoogd door toevoeging van zink. Omdat beide substanties moeilijk te bewerken zijn, wordt de paraboloïde vorm slechts benaderd door de punt te laten bestaan uit een aantal naar voren toe versmallende cilinders. Doordat de massa van deze legeringen ruim 2,5 maal die van staal is, zou men mogen verwachten dat ook de penetratie evenredig toeneemt. In feite is het effect veel minder. Dit komt doordat bij deze harde materialen de doorslag in veel mindere mate hydrodynamisch plaatsvindt en de penetrator afgeremd wordt door simpele wrijving die de buitenste laag er afslijt. Dit betekent dat de diameter - staalplaatdikte-verhouding een andere basisfactor vormt, opnieuw een reden de staaf niet te dun te maken. De eerste typen die uranium of wolfraam toepasten, hadden alleen een zwaarmetalen achterstuk: de punt bleef van staal. De laatste generatie, die helemaal uit wolfraam of uranium bestaat, levert een doorslag op van ongeveer acht maal het kanonkaliber, ofwel ruwweg een meter pantserstaal.
Uranium en wolfraam hebben beide hun voor- en nadelen. Wolfraam is iets duurder maar vergt geen stralingsafscherming en levert geen milieuproblematiek op: hoewel er geen serieuze gegevens bekend zijn over negatieve effecten heeft de uraniumvervuiling rond een getroffen doel veel protesten opgeroepen. Voor een gegeven vorm is een wolfraampenetrator iets minder effectief. Dit komt doordat hij de neiging heeft tot mushrooming: de punt wordt door de weerstand van het pantser na inslag als een paddenstoel verbreed, wat de voortgang remt. Uranium toont dit verschijnsel veel minder door zijn in dit opzicht superieure adiabatische eigenschappen die ervoor zorgen dat de buitenste lagen soepeler langs de binnenste glijden zodat de punt "zelfslijpend" scherp blijft. Dit verschil tussen beide metalen neemt af met een toenemende snelheid.
Pantsergranaten hebben tegenover echte pantserplaten vaak een betere doorslag dan men uit metingen met een quasi-oneindig pantserblok uitgevoerd, zou mogen verwachten. Dit komt doordat een pantserplaat, wanneer de pantsergranaat daarvan de achterkant nadert, het vaak plotseling helemaal begeeft en openbarst; ook kan er ineens een groot stuk uitgeslagen worden. Dit effect is sterker bij granaten van een grotere diameter, die de plaat meer uitrekken. Ook dit is weer een reden de penetrator niet te smal te maken. Bij proefnemingen bleek hetzelfde verschijnsel ook een onverwacht positief effect te hebben: normale pantsergranaten zijn vrij gevoelig voor afketsing door een hellende pantserplaat; staafpenetratoren laten zich door hun langgerekte vorm niet zo makkelijk afbuigen en bleken zelfs, het sterkst rond ongeveer 60° graden helling vanaf het verticale vlak, de plaat eenvoudiger te doorslaan. Dit wordt veroorzaakt doordat de punt bij inslag op een schuine plaat naar boven ombuigt en zo een grotere diameter simuleert. Ook heeft de achterkant van de penetrator na inslag de neiging omhoog te draaien zodat de staaf rechter op de plaat gaat staan en het vereiste doorslagkanaal korter wordt. Pas bij een hoek van boven de 75° treedt breuk of ricochet op.
De uitwerking van een pantsergranaat valt vaak tegen, wat vroeger ook de reden was er een kleine explosieve lading aan toe te voegen. De staafpenetrator heeft zo'n lading niet meer en is zo efficiënt bij de doorslag dat hij bij een licht pantservoertuig soms fraai een gaatje slaat in het pantser om via een even fraai gat aan de andere zijde het voertuig weer te verlaten, zonder daartussen veel kwaad te hebben gedaan. Bij een dikker pantser wordt echter de binnenruimte besproeid met gloeiende druppels pantserstaal en al even hete stukken penetrator die tussen de wanden heen en weer blijven kaatsen tot ze hun snelheid verloren hebben. Uranium heeft daarbij de eigenschap in brand te vliegen. Dit alles kan de bemanning of essentiële apparatuur uitschakelen; soms wordt de brandstof ontstoken, hoewel dat tegenwoordig door het gebruik van dieselolie lastig te bewerkstelligen is. Het grootste risico vormt de munitie. Een voltreffer in de munitieopslag kan een vrijwel onmiddellijke verwoestende massa-explosie veroorzaken, krachtig genoeg om de toren van een zware gevechtstank te blazen en tientallen meters weg te slingeren; ook als die uitblijft is een munitiebrand zeer moeilijk te bedwingen doordat de drijfladingen hun eigen zuurstof bevatten. Als vuistregel neemt men aan dat na doorslag door een staafpenetrator in 70% van de gevallen een tank wordt uitgeschakeld. Sommige latere versies hebben een kleine hoeveelheid brandsas, zelfontbrandend materiaal, achter in het projectiel, waarvan het vurige spoor tijdens de vlucht lijkt op dat van lichtspoormunitie (tracer).
De staafpenetrator kan worden afgeschoten door een tank of pantserwagen, maar ook door een helikopter of een vliegtuig. De aandrijving kan met een gewone lading zijn vanuit een kanon, maar ook raketaandrijving.